# C. Doris Hellman
Clarisse Doris Hellman Pepper (Nueva York, 28 de agosto de 1910 - Nueva York, 28 de marzo de 1973) fue una historiadora de la ciencia estadounidense, "una de las primeras historiadoras profesionales de la ciencia en los Estados Unidos". Se especializó en astronomía de los siglos XVI y XVII, escribió un libro sobre el Gran Cometa de 1577 y fue traductora de otro libro, una biografía de Johannes Kepler.  Se convirtió en profesora en el Pratt Institute y más tarde en el Queens College, City University of New York.

## Biografía
Hellman nació el 28 de agosto de 1910 en la ciudad de Nueva York. Su padre, Alfred Myer Hellman, era obstetra y coleccionista de libros raros; su madre Clarisse (de soltera Bloom) fue más tarde la única mujer miembro de la junta directiva del Hospital Sydenham. Se graduó de la Escuela Horace Mann en 1926 y obtuvo una licenciatura en matemáticas y astronomía (con elección a Phi Beta Kappa) de Vassar College en 1930. Luego se convirtió en becaria de Vassar College en Radcliffe College y completó una maestría en historia de la ciencia en Radcliffe en 1931.
Según el biógrafo Joseph Dauben, este fue "uno de los primeros títulos avanzados del país" en la historia de la ciencia". En Radcliffe, el historiador de la ciencia de Harvard, George Sarton fue uno de sus mentores.
Se convirtió en estudiante de doctorado en la Universidad de Columbia y, interrumpiendo sus estudios para casarse y criar a dos hijas, completó su doctorado en 1943. Su disertación se refería al Gran Cometa de 1577, y se tituló  The Comet of 1577: Its Place in the History of Astronomy (El Cometa de 1577: Su Lugar en la Historia de la Astronomía). En él, le da crédito al profesor de Columbia Frederick Barry por supervisar su investigación doctoral, y agradece a Sarton y Lynn Thorndike por su aliento, sugerencias y críticas. La disertación también fue publicada como libro en 1944 por Columbia University Press y reimpresa en 1971 por AMS Press de Nueva York.

## Trayectoria profesional
En 1949, Hellman comenzó un mandato de diez años en el consejo de la Sociedad de Historia de la Ciencia. En 1951, fue nombrada profesora del Instituto Pratt, en el Departamento de Estudios Sociales, y a principios de la década de 1950 lideró la fundación de la Sección de Nueva York de la Sociedad de Historia de la Ciencia.
En 1959 publicó su segundo libro, una traducción de una biografía de Johannes Kepler escrita originalmente en alemán por Max Caspar. Fue reimpreso por Dover Publications en 1993. También representó a los Estados Unidos en el Congreso de la Unión Internacional de Historia y Filosofía de la Ciencia sobre la Historia de la Ciencia en España en 1959, y fue secretaria del siguiente congreso, en 1962 en la Universidad de Cornell. Su investigación en 1959-1960 fue apoyada por una beca postdoctoral senior de la Fundación Nacional de Ciencias.
Compaginó su trabajo en el Instituto Pratt con el de profesora adjunta en la Universidad de Nueva York en 1964. En 1966, se trasladó a Queens College, City University of New York, y también enseñó en el CUNY Graduate Center.  
Murió en Nueva York el 28 de marzo de 1973, tras una larga enfermedad. Su marido, Morton Pepper (abogado y presidente del gremio judío para ciegos) se volvió a casar y vivió hasta 1988. Sus hijas, Alice y Carol Pepper, se casaron con dos hermanos que se convirtieron en académicos, Robert L. y Paul R. Cooper.

## Libros

### El cometa de 1577
El libro de Hellman El cometa de 1577: su lugar en la historia de la astronomía recopiló y catalogó relatos del Gran Cometa de 1577 de escritores de la época. También incluye dos capítulos introductorios basados en el trabajo de Lynn Thorndike y George Sarton que resumen lo que se sabía sobre los cometas antes de 1577. Los trabajos anteriores en la historia de la astronomía en gran medida solo cuentan la historia de las observaciones astronómicas, y Hellman rompió con esta tradición al incluir los escritos de muchos otros, incluidos "predicadores, poetas, personas de cultura general y astrólogos".  El material del libro sobre observaciones astronómicas del cometa se divide, en líneas generales, según la medida del paralaje y su uso para determinar la posición del cometa con respecto a la Luna, con un capítulo sobre los astrónomos que creían que estaba más cerca que la Luna, otro capítulo sobre los que, al no encontrar paralaje observable, determinaron que estaba más lejos (entre ellos Tycho Brahe), y un tercero sobre los que no consideraron la cuestión.
Aunque el propio Brahe rechazó el modelo del sistema solar centrado en el sol presentado por Nicolaus Copernicus, a favor de su propia versión del modelo más ortodoxo centrado en la tierra de la época, las observaciones de Brahe arrojan serias dudas sobre la Tierra, un modelo centrado en la dependencia de esferas sólidas pero transparentes que sostienen los planetas, porque mostraban el paso del cometa a través de ese espacio sin obstrucciones. Como el libro describe brevemente en su conclusión, y como se dieron cuenta los historiadores de la ciencia, en gran parte basándose en el trabajo de Hellman, estas observaciones del cometa fueron claves en el éxito de la revolución copernicana de principios del siglo XVII, en la que el modelo centrado en la Tierra fue suplantado por el modelo centrado en el Sol.
Esta visión cambiante del lugar de Brahe y del cometa en la historia de la ciencia se refleja en las reseñas del libro. Escribiendo en el momento de su primera publicación, la historiadora Pearl Kibre ve el libro como un reflejo de la continuidad del pensamiento medieval, en lugar de la ruptura que estaba por llegar. Otro crítico contemporáneo, el astrónomo Nicholas T. Bobrovnikoff, aunque encuentra muchas objeccciones en los detalles del libro, parece perplejo tanto por la inclusión de personas que no son astrónomos como por su enfoque en el paralaje, escribiendo que hubiera sido mejor prestar más atención a la dirección de la cola del cometa y lo que implicaría sobre la composición de los cometas. Por el contrario, en la reedición del libro en la década de 1970, el historiador de la ciencia William H. Donahue atribuye a Hellman el reconocimiento del papel del cometa en el cambio de la cosmología y califica su elección de incluir fuentes no astronómicas como "admirable y poderosa"., y escribe que, al centrarse menos en los debates teóricos y más en la catalogación exhaustiva de las obras de la época, el libro de Hellman se ha vuelto atemporal, "siempre asegurado un lugar en el primer rango de obras sobre la historia de la astronomía". En 1995, Albert van Helden, profesor de historia Lynette S. Autrey en la Universidad de Rice, llamó a su libro "el tratamiento estándar del cometa de 1577".

### Kepler
El historiador alemán Max Caspar pasó 50 años recopilando y editando las obras de Johannes Kepler.  Kepler, su biografía de Kepler, se publicó originalmente en alemán en 1948 y se reimprimió en 1950 y 1958, pero hasta la traducción de Hellman no había nada parecido en inglés. En Science, el crítico William D. Stahlman llama al libro de Caspar la biografía definitiva, y señala que la traducción de Hellman es excelente, fluida y largamente esperada. Además de traducir el texto original de Caspar, Hellman también agregó notas a pie de página con información histórica y biográfica, que faltaba en gran medida en el original, y corrigió algunos errores. Algún texto escrito en latín por Kepler y citado por Caspar permanece sin traducir. La edición de Dover de 1993 agregó una nueva introducción y bibliografía, aportadas por Owen Gingerich y Alain Segonds. El crítico Albert Van Helden describió el libro como estándar e indiscutible como una biografía de Kepler, y la traducción de Hellman como "hermosa".

## Reconocimiento
Varias sociedades científicas honraron a Hellman eligiéndola como miembro (o, para sociedades con membresía abierta) a un nivel honorario más alto de membresía: se convirtió en miembro de la Royal Astronomical Society en 1960. Fue elegida miembro de la Academia Internacional de Historia de la Ciencia en 1963, y se convirtió en miembro de pleno derecho en 1969. También fue miembro de la Asociación Estadounidense para el Avance de la Ciencia. 
Los documentos de Hellman se conservan en las bibliotecas de la Universidad de Columbia.